# Seznam zahraničních cest Kim Čong-una

Mapa navštívených zemí

Toto je seznam zahraničních cest Kim Čong-una v době vykonávání nejvyššího úřadu Korejské strany práce
Od března 2018 podnikl Kim své zahraniční cesty do těchto zemí:
- 4 návštěvy: Čína
- 2 návštěvy: Jižní Korea
- 1 návštěva: Rusko, Singapur, Vietnam

## 2018
| Poř. | Země        | Místo        | Datum          | Podrobnosti                                              |
| ---- | ----------- | ------------ | -------------- | -------------------------------------------------------- |
| 1.   | Čína        | Peking       | 25.–28. března | Setkání se Si Ťin-pchingem, Li Kche-čchiangem a Wang Im  |
| 2.   | Jižní Korea | Pchanmundžom | 27. dubna      | Setkání s Mun Če-inem                                    |
| 3.   | Čína        | Ta-lien      | 7.–8. května   | Setkání se Si Ťin-pchingem                               |
| 4.   | Singapur    | Sentosa      | 10.–12. června | Setkání s Lee Hsien Loongem a setkání s Donaldem Trumpem |
| 5.   | Čína        | Peking       | 19.–20. června | Setkání se Si Ťin-pchingem                               |

## 2019
| Poř. | Země        | Místo        | Datum               | Podrobnosti                                                                                      |
| ---- | ----------- | ------------ | ------------------- | ------------------------------------------------------------------------------------------------ |
| 6.   | Čína        | Peking       | 7.–10. ledna        | Setkání se Si Ťin-pchingem                                                                       |
| 7.   | Vietnam     | Hanoj        | 26. února–2. března | Setkání s Donaldem Trumpem, Nguyễnem Phúem Trọngem, Nguyễnem Xuânem Phúcem a Nguyễn Thị Kim Ngân |
| 8.   | Rusko       | Vladivostok  | 24.–25. dubna       | Setkání s Vladimirem Putinem                                                                     |
| 9.   | Jižní Korea | Pchanmundžom | 30. června          | Setkání s Donaldem Trumpem a Mun Če-inem                                                         |

## Galerie

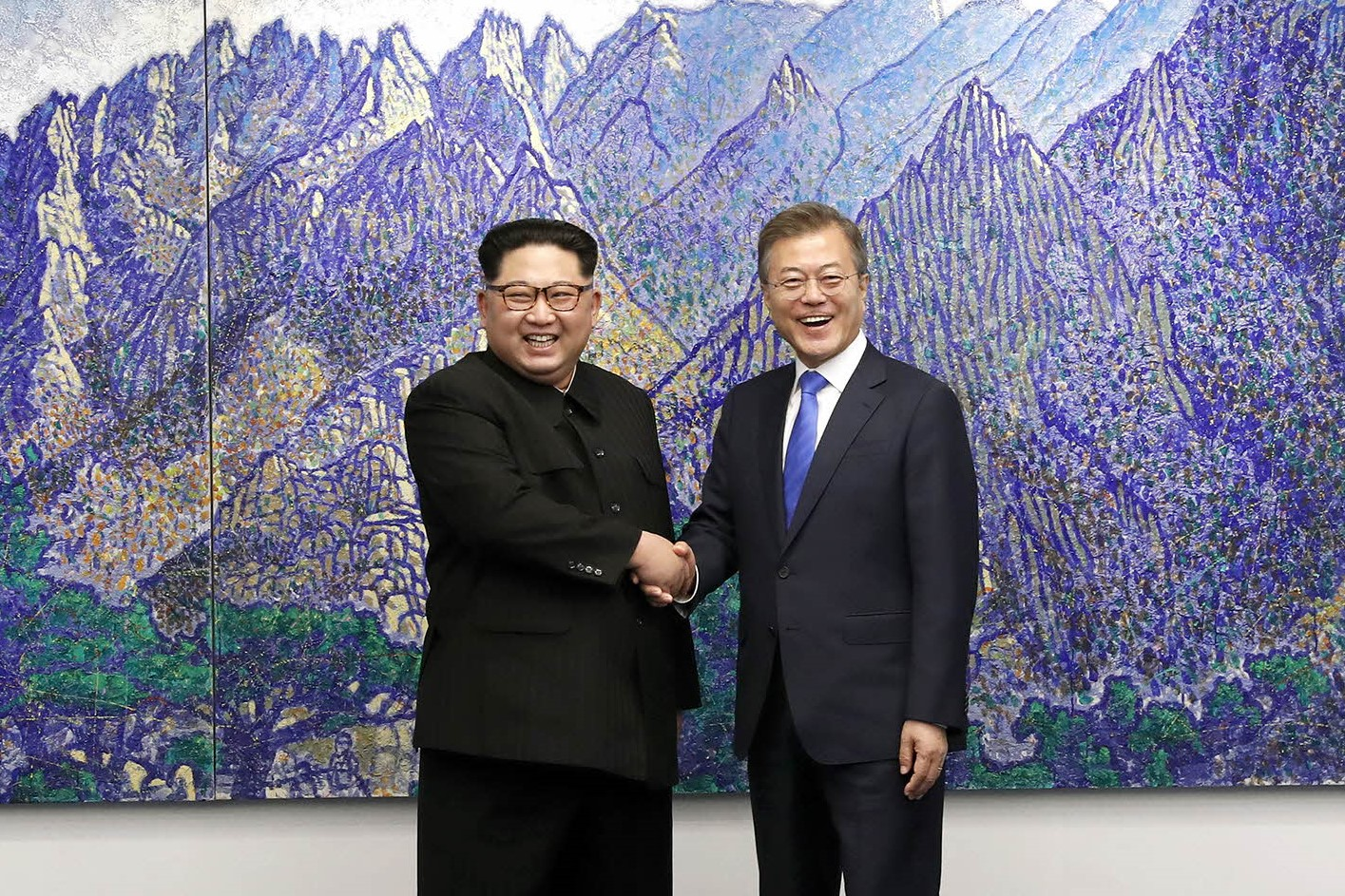
Setkání Kima a jihokorejského prezidenta Muna Če-ina, 2018
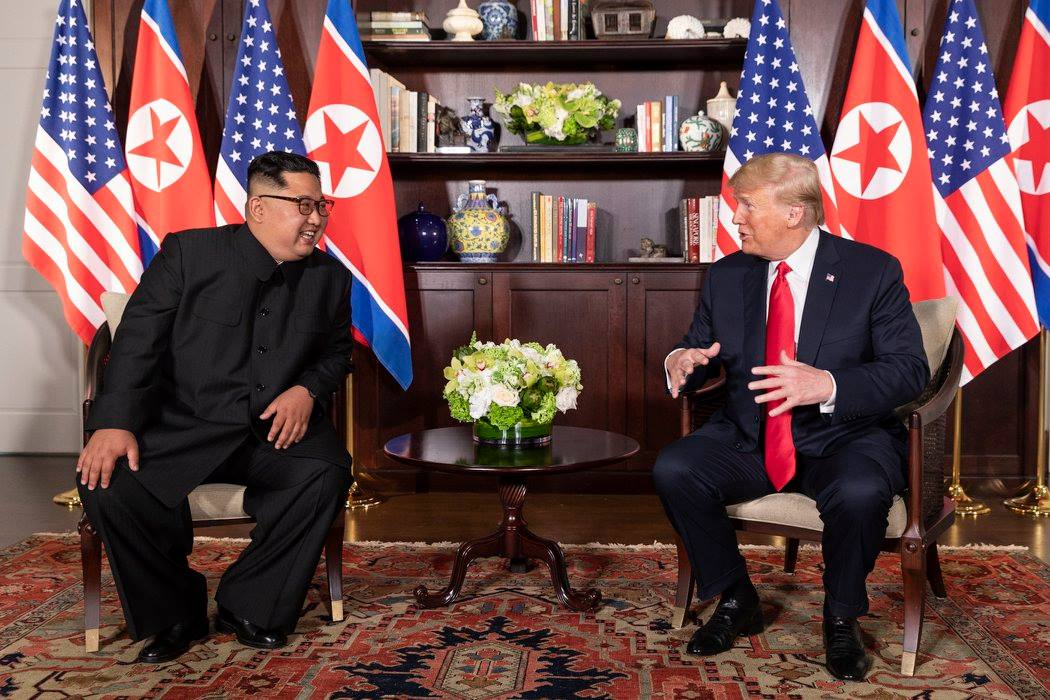
Setkání Kima a amerického prezidenta Trumpa, 2018
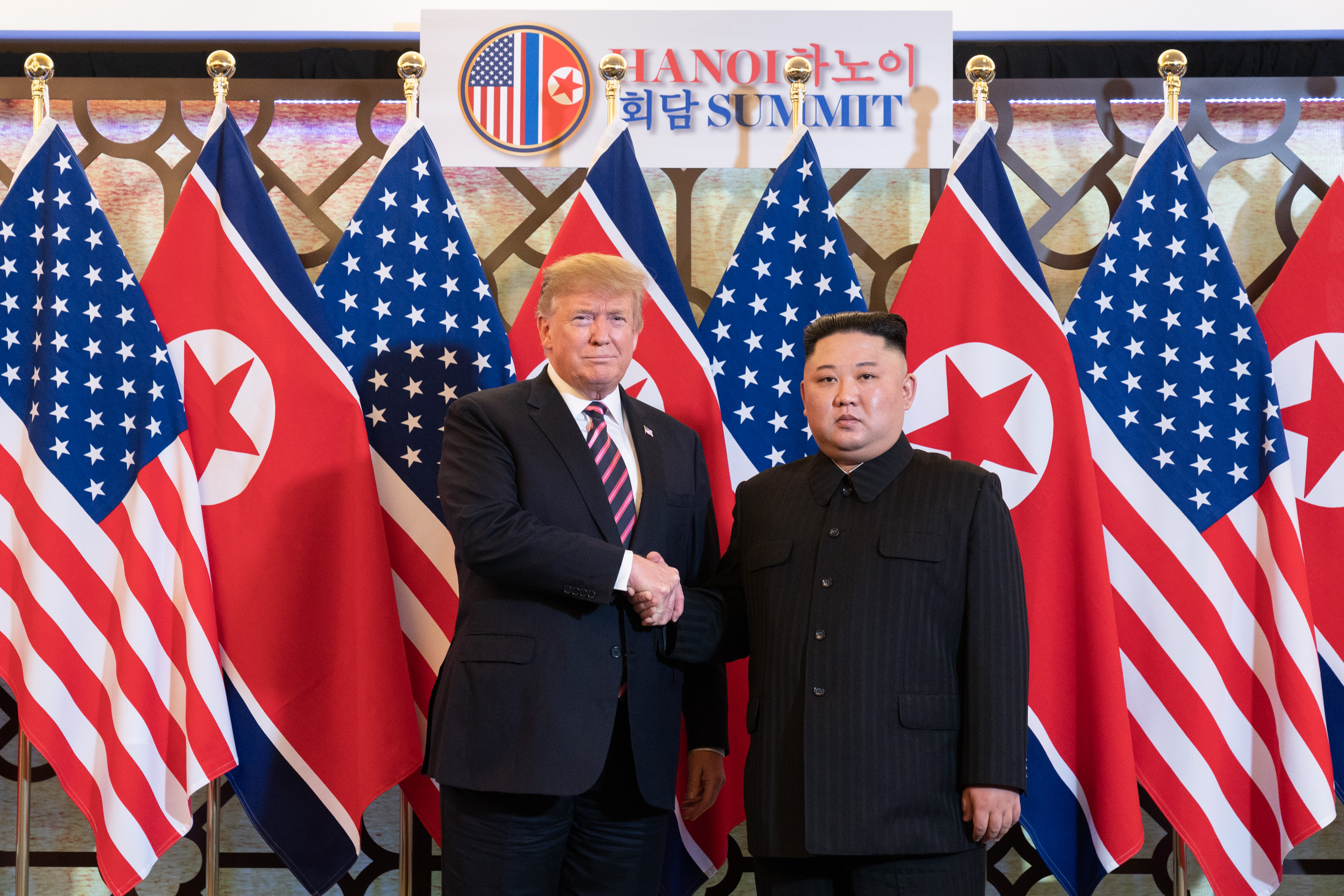
Druhé setkání Kima a Trumpa, 2019
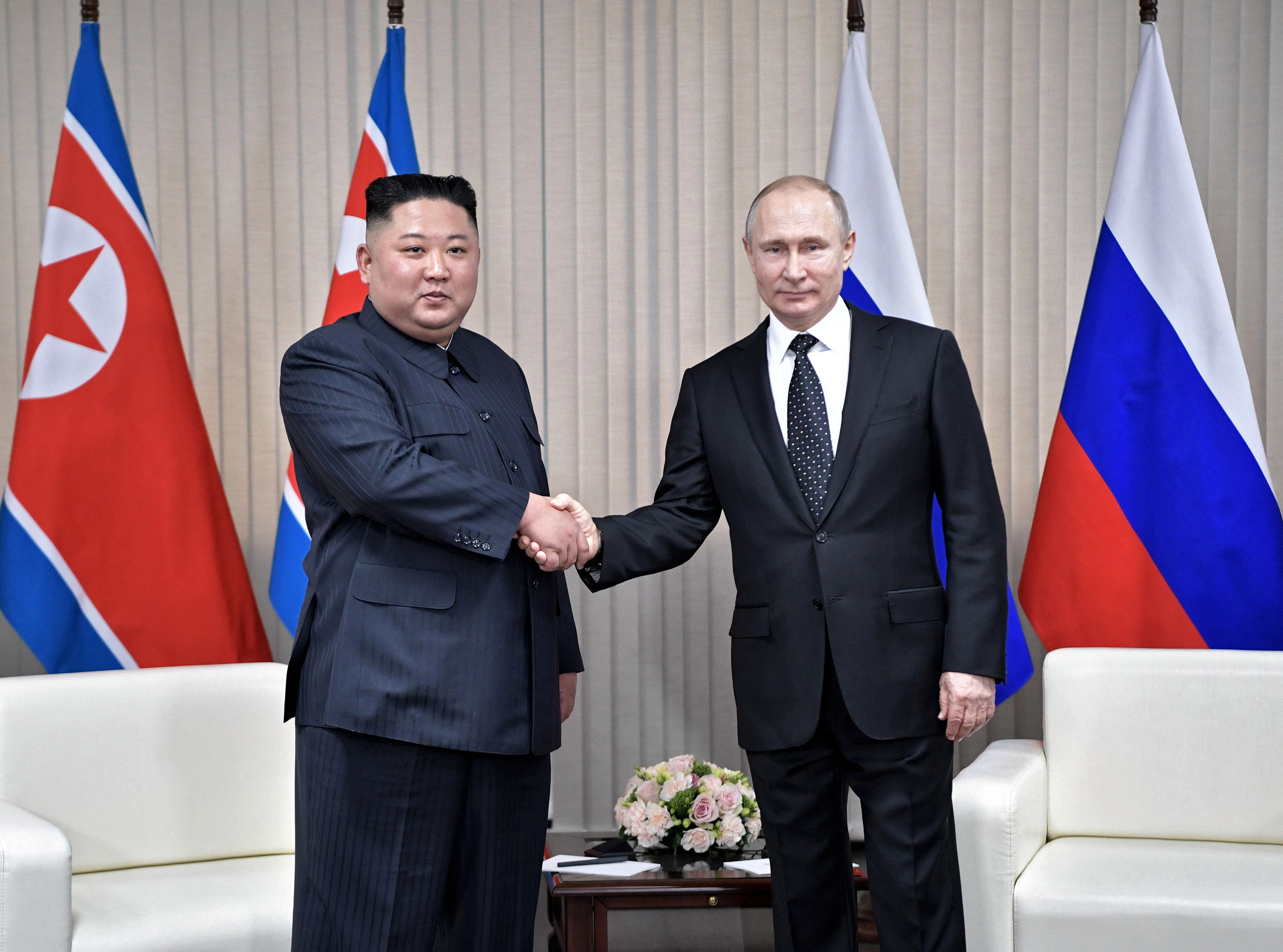
Setkání Kima a ruského prezidenta Putina, 2019